# Ludmila Spěváková
Ludmila Spěváková (* 5. října 1938 Tábor) byla česká a československá politička Československé strany lidové a poúnorová poslankyně Národního shromáždění ČSSR a Sněmovny lidu Federálního shromáždění.

## Biografie
Dětství prožila v Humpolci, s rodiči se roku 1946 přestěhovala do Jiříkova. Po absolvování základní školy vystudovala tříletou dopravní školu v Liberci a pak pracovala na železniční stanici v Jiříkově a později v Rumburku jako výpravčí. Po roce 1970 odešla z veřejného života.
Ve volbách roku 1964 byla zvolena za ČSL do Národního shromáždění ČSSR za Severočeský kraj. V Národním shromáždění zasedala až do konce volebního období parlamentu v roce 1968.
K roku 1968 se profesně zmiňuje coby výpravčí vlaků z obvodu Šluknov.
Po federalizaci Československa usedla roku 1969 do Sněmovny lidu Federálního shromáždění (volební obvod Šluknov). Ve Federálním shromáždění setrvala do prosince 1970, kdy rezignovala na poslanecký post.